# Severská kombinace na Zimních olympijských hrách 2022
Závody v severské kombinaci na Zimních olympijských hrách 2022 probíhaly od 9. do 17. února 2022 v běžeckém a biatlonovém centru Kuyangshu v Pekingu.

## Program
Program podle oficiálních stránek.
| Den    | Datum          | Zahájení (UTC+8) | Zahájení (SEČ) | Závod                                            |
| ------ | -------------- | ---------------- | -------------- | ------------------------------------------------ |
| den 5  | 9. února 2022  | 16:00            | 9:00           | individuální závod ve skocích z středního můstku |
| den 5  | 9. února 2022  | 19:00            | 12:00          | individuální závod, běh 10 km                    |
| den 11 | 15. února 2022 | 16:00            | 9:00           | individuální závod ve skocích z velkého můstku   |
| den 11 | 15. února 2022 | 19:00            | 12:00          | individuální závod, běh 10 km                    |
| den 13 | 17. února 2022 | 16:00            | 9:00           | týmový závod ve skocích z velkého můstku         |
| den 13 | 17. února 2022 | 19:00            | 12:00          | týmový závod, štafeta 4 × 5 km                   |

## Medailové pořadí zemí
| Pořadí | Země           | Zlato | Stříbro | Bronz | Celkově |
| ------ | -------------- | ----- | ------- | ----- | ------- |
| 1.     | Norsko (NOR)   | 2     | 2       | 0     | 4       |
| 2.     | Německo (GER)  | 1     | 1       | 0     | 2       |
| 3.     | Japonsko (JPN) | 0     | 0       | 2     | 2       |
| 4.     | Rakousko (AUT) | 0     | 0       | 1     | 1       |
|        | Celkem         | 3     | 3       | 3     | 9       |

## Medailisté

### Muži
| Disciplína                       | Zlato                                                                                 | Výkon   | Stříbro                                                                      | Výkon   | Bronz                                                                           | Výkon   |
| -------------------------------- | ------------------------------------------------------------------------------------- | ------- | ---------------------------------------------------------------------------- | ------- | ------------------------------------------------------------------------------- | ------- |
| jednotlivci střední můstek/10 km | Vinzenz Geiger · Německo (GER)                                                        | 25:07,7 | Jørgen Graabak · Norsko (NOR)                                                | 25:08,5 | Lukas Greiderer · Rakousko (AUT)                                                | 25:14,3 |
| jednotlivci velký můstek/10 km   | Jørgen Graabak · Norsko (NOR)                                                         | 27:13.4 | Jens Lurås Oftebro · Norsko (NOR)                                            | 27:13.7 | Akito Watabe · Japonsko (JPN)                                                   | 27:13.9 |
| družstva velký můstek/4 × 5 km   | Norsko (NOR) · Espen Bjørnstad · Espen Andersen · Jens Lurås Oftebro · Jørgen Graabak | 50:45.1 | Německo (GER) · Manuel Faißt · Julian Schmid · Eric Frenzel · Vinzenz Geiger | 51:40.0 | Japonsko (JPN) · Yoshito Watabe · Hideaki Nagai · Akito Watabe · Ryota Yamamoto | 51:40.3 |

## Čeští sdruženáři na ZOH v Pekingu
Na Zimních olympijských hrách v Pekingu, Českou republiku v severské kombinaci reprezentují Jan Vytrval, Tomáš Portyk, Ondřej Pažout a Lukáš Daněk.